# 요시자와 유야
요시자와 유야(일본어: 吉澤 佑哉, 1986년 4월 20일 ~ )는 일본의 전 축구 선수이다.

## 구단 경력
과거 가시마 앤틀러스, 가마타마레 사누키에서 활동하였다.